# Chamaesaura aenea
Chamaesaura aenea är en ödleart som beskrevs av  Leopold Fitzinger 1843. Chamaesaura aenea ingår i släktet Chamaesaura och familjen gördelsvansar. Inga underarter finns listade i Catalogue of Life.